# Atlantic Treaty Association
Die Atlantic Treaty Association (ATA) ist ein 1954 gegründeter Dachverband von derzeit 37 nationalen Einzelorganisationen (Atlantische Gesellschaften), dessen Ziel es ist, die Werte der NATO zu unterstützen und diese zu vermitteln. In den nachgeordneten Gesellschaften sind vornehmlich politische, militärische, akademische und diplomatische Vertreter organisiert, welche den internationalen Austausch pflegen.
Sitz der Atlantic Treaty Association, die organisatorisch von der NATO unabhängig agiert, ist Brüssel. Die in Deutschland beheimatete nationale Organisation ist die Deutsche Atlantische Gesellschaft.
Präsident der ATA ist seit 2020 der US-Amerikaner James Joye Townsend.

## Auftrag
Ganz im Zeichen des Kalten Krieges wurde die Atlantic Treaty Association am 18. Juni 1954 in Brüssel gegründet.
Hauptanliegen der Vereinigung und ihrer Mitgliedsorganisationen sind die Unterstützung, Förderung und der Ausbau von Frieden, Freiheit, Sicherheit und Rechtsstaatlichkeit sowie der Schutz von Menschenrechte als die im Nordatlantikvertrag festgelegten Werte der NATO. In diesem Zusammenhang haben sich die nachgeordneten Organisationen inzwischen auch eine würdige Erinnerungskultur als Form des Geschichtserhalts zu Eigen gemacht, da die ATA zudem als Diskussionsforum dient, insofern die Mitgliederverbände auch gemeinsame Interessen und demokratische Ziele verwirklichen können.
Sie dient darüber hinaus der Rekrutierung und Integration von Außen- und Sicherheitspolitikern in die politischen Gremien der NATO und vermittelt Kontakte. Die Gesellschaft ist zudem in das offizielle NATO-Programm Partnership for Peace (PfP) im Mittelmeerraum eingebunden und unterstützt dort mit Vertretern.

## Entwicklung
Die Rolle der Atlantic Treaty Association hat sich nach dem Ende des Kalten Kriegs und mit der Auflösung des Warschauer Paktes erheblich verändert, was letztlich 1992 auch zu einer Anpassung und Liberalisierung der Statuten führte. Somit öffnete sich die ATA, wie auch die NATO selbst, gegenüber bis dahin assoziierten Ländern, Beobachtern und Nicht-NATO-Staaten. Zwischen 1999 und 2004, als auch die NATO neue Mitglieder aufnahm, ist die Gesellschaft stark gewachsen. Somit hatte sich auch der Sicherheitsfokus nach Süden und Osten verschoben.
1996 gründete die ATA mit der Youth Atlantic Treaty Association (YATA) eine eigene Jugendorganisation, die es sich zur Aufgabe gesetzt hat, junge Menschen in den laufenden Austausch mit einzubinden und somit insbesondere potentielle künftige politische Führungskräfte zu fördern und für die Grundwerte des NATO-Vertrags zu sensibilisieren.
Zurzeit ist die ATA in 37 Ländern innerhalb und außerhalb des NATO-Bündnisses organisiert und tätig. Mit mehr als 500 Veranstaltungen pro Jahr ist sie in der Lage, Tausende von Entscheidungsträgern sowie Nachwuchskräfte in den Bereichen internationale Beziehungen, Sicherheit, Verteidigung und Außenpolitik zu erreichen.

## Tätigkeit
Seit ihrer Umgestaltung ist die ATA mit Kooperationsprogrammen auch verstärkt außerhalb des Atlantischen Bündnisses präsent – darunter auch in Nordafrika, im Nahen Osten, im Balkan und in Zentralasien.
Sie stützt sich dabei auf ein umfangreiches und hochqualifiziertes Netzwerk ihrer nachgeordneten Organisationen und liefert Wissen zu strategischen Fragen und organisiert öffentliche Veranstaltungen, geschlossene Meetings sowie Schulungs- und Ausbildungsprogramme zu internationalen Angelegenheiten, Sicherheit und Verteidigung.
Darüber hinaus organisiert die Atlantic Treaty Association mit Task-Force-Programmen auch eigene Schwerpunktprojekte, die für einzelne Mitgliederverbände und auch für die NATO ein strategisches Interesse darstellen.
Einzelne nationale Mitgliederverbände, darunter das US-amerikanische Atlantic Council, verstehen sich zumeist als unabhängige Denkfabriken, während andere, darunter die Tschechische Atlantische Kommission, die bis 2003 die offizielle Gesellschaft Tschechiens war, auch zusätzlich militärisch strukturiert und organisiert sind und durch die jeweiligen Verteidigungsministerien gefördert und unterstützt werden.
Zwischen 2008 und 2014 amtierte der deutsche Verteidigungspolitiker und Bundestagsabgeordnete Karl A. Lamers als Präsident der ATA. Seit 2017 ist er einer der drei Vizepräsidenten.

## Organisationsstruktur
Die ATA gliedert sich im Wesentlichen in die drei Organe Versammlung, Präsidium und Rat.

### Versammlung
Die Versammlung ist das oberste Entscheidungsorgan der ATA und setzt sich aus den Delegierten der nachgeordneten Gesellschaften, assoziierten Mitgliedern und den Vertretern der Beobachterverbände zusammen. Mit Ausnahme der Vertreter der Beobachterverbände hat jeder Delegierte eine Stimme. Beschlüsse werden durch die Versammlung mit einfacher Mehrheit gefasst.
Mindestens einmal jährlich findet eine Generalversammlung statt an der, neben den Delegierten, auch Pressevertreter, Regierungs- und Militärbeamte sowie internationale Beobachter teilnehmen dürfen.

### Präsidium
Das Präsidium der ATA setzt sich aus dem Präsidenten, den Vizepräsidenten, dem Schatzmeister, dem Präsidenten der Jugendorganisation YATA sowie Beisitzern zusammen.
Es führt die Beschlüsse der Versammlung und des Rates aus und unterstützt bei politischen Angelegenheiten. Insbesondere haben die Mitglieder aber repräsentative Aufgaben.

### Rat
Der Rat setzt sich aus den Mitgliedern des Präsidiums und bis zu drei Delegierten jedes ATA-Mitgliedverbandes, der assoziierten Verbände sowie der Beobachterverbände zusammen. Der Rat ist berechtigt, auf Bitten des Präsidiums und der Zustimmung der Versammlung, selbstständig nach außen tätig zu werden.
Die Sitzungen des Rates werden zweimal jährlich abgehalten. Tagungsorte sind das NATO-Hauptquartier sowie das jeweilige Gastland.

## Präsidenten der ATA
| Amtszeit  | Präsident                  | Land           |
| --------- | -------------------------- | -------------- |
| 1955–1957 | Umberto Morra di Lavriano  | Italien        |
| 1957–1958 | Lester Pearson             | Kanada         |
| 1958      | Ralph Flynt                | USA            |
| 1958–1961 | Ivan Matteo Lombardo       | Italien        |
| 1961–1963 | Warren Randolph Burgess    | USA            |
| 1963–1966 | Jebb Gladwyn               | Großbritannien |
| 1966–1969 | Paul-Henri Spaak           | Belgien        |
| 1969–1972 | Frank Kenyon Roberts       | Großbritannien |
| 1972–1976 | Eugene V. Rostow           | USA            |
| 1976–1979 | Karl Mommer                | Deutschland    |
| 1979–1982 | Muharrem Nuri Birgi        | Türkei         |
| 1982–1985 | Peter Corterier            | Deutschland    |
| 1985–1988 | Francis Pym                | Großbritannien |
| 1988–1991 | Bernardino Gomes           | Belgien        |
| 1991–1994 | William Tapley Bennett Jr. | USA            |
| 1994–1997 | Ümit Haluk Bayülken        | Türkei         |
| 1997–2000 | Theodossis Georgiou        | Griechenland   |
| 2000–2003 | Alan Williams              | Großbritannien |
| 2003–2008 | Robert E. Hunter           | USA            |
| 2008–2014 | Karl A. Lamers             | Deutschland    |
| 2015–2020 | Fabrizio W. Luciolli       | Italien        |
| seit 2020 | James Joye Townsend        | USA            |

## Mitgliederverbände (NATO-Länder)
| Land           | Gesellschaft                                            |
| -------------- | ------------------------------------------------------- |
| Albanien       | Albanian Atlantic Association                           |
| Armenien       | Armenian Atlantic Association                           |
| Belgien        | Association Atlantique Belge                            |
| Bulgarien      | The Atlantic Club of Bulgaria                           |
| Deutschland    | Deutsche Atlantische Gesellschaft                       |
| Dänemark       | Atlantsammenslutningen                                  |
| Estland        | Estonian Atlantic Treaty Association                    |
| Finnland       | Atlantic Council of Finland                             |
| Frankreich     | Association Française pour la Communauté Atlantique     |
| Georgien       | Atlantic Council of Georgia                             |
| Griechenland   | Greek Association for Atlantic and European Cooperation |
| Großbritannien | Atlantic Committee of United Kingdom                    |
| Island         | Samtök um Vestraena Samvinnu                            |
| Italien        | Comitato Italiano Atlantico                             |
| Kanada         | NATO Association of Canada                              |
| Kroatien       | Atlantic Council of Croatia                             |
| Lettland       | Lativan Transatlantic Organization                      |
| Montenegro     | Euro-Atlantic-Club of Montenegro                        |
| Niederlande    | Atlantische Commissie                                   |
| Norwegen       | Den Norske Atlanterhavskomite                           |
| Portugal       | Comissão Portuguesa do Atlântico                        |
| Rumänien       | Euro-Atlantic Council                                   |
| Schweden       | Svenska Atlantkommittén                                 |
| Slowakei       | GLOBSEC                                                 |
| Slowenien      | The Euro-Atlantic Council of Slovenia                   |
| Spanien        | Asociación Atlantica Española                           |
| Tschechien     | Jagello 2000                                            |
| Türkei         | Türk Atlantik Antlaşması Derneği                        |
| Ukraine        | The Atlantic Council of Ukraine                         |
| Ungarn         | Hungarian Atlantic Council                              |
| USA            | Atlantic Council                                        |

## Mitgliederverbände (Nicht-NATO-Länder)
| Armenien       | Atlantic Association of Armenia                 |            |                                       |          |                          |
| Aserbaidschan  | Azerbaijan Atlantic Cooperation                 |            |                                       |          |                          |
| Georgien       | Georgian Association of Atlantic Collaboration  |            |                                       |          |                          |
| Nordmazedonien | Euro-Atlantic Club of the Republic of Macedonia | Österreich | Euro-Atlantic Association of Austria- | Schweden | Swedish Atlantic Council |
| Serbien        | Atlantic Council of Serbia                      |            |                                       |          |                          |
| Ukraine        | The Atlantic Council of Ukraine                 |            |                                       |          |                          |